# 紅楼夢
紅楼夢（こうろうむ、繁体字: 紅樓夢; 簡体字: 红楼梦; 拼音: Hóng Lóu Mèng; ウェード式: Hung2 Lou2 Meng4）は、清朝中期乾隆帝の時代（18世紀中頃）に書かれた中国長篇章回式白話小説。原本の前80回はなお残っており、完本は114回に達しなかったと推定される。今流通している前80回が曹雪芹（そう・せつきん）の原文と言われる。胡適が後四十回は高鶚（こう・がく）の続作と主張しているが、現在は「無名氏」に変更されている。中国八十年代以降、『三国志演義』『水滸伝』『西遊記』と並べて『中国四大名著』と位置づけられ、現代中国には『紅楼夢』が名前の由来となった、紅楼夢賞・世界華文長編小説賞という文学賞が存在する。
石頭記（せきとうき・いしき）・金玉縁・情僧録・金陵十二釵・風月宝鑑といった別名でも知られる。中国の源氏物語ともいわれている。

## 概要
上流階級の賈氏一族の貴公子である賈宝玉（か・ほうぎょく）を主人公とし、繊細でプライドの高い美少女の林黛玉（りん・たいぎょく）、良妻賢母型の薛宝釵（せつ・ほうさ）の三角関係を軸に展開する（と言っても、いわゆる昼ドラのようなドロドロした三角関係が小説の中心ではない）。小説は上流階級の生活の細部を描き、主人公たちの交情を克明に記しながら進行する。清代末期から紅楼夢を専門に研究する学問を紅学といい、この言葉は現代でも使用される。毛沢東も愛読し、1950年代の成立間もない中国では紅楼夢論争も戦わされた。現代中国でも非常に高名な作品であり、映画や演劇、テレビドラマ化が多くされている。
『紅楼夢』の特徴はストーリー中心のロマンではなく、大貴族の深窓の令息令嬢の心理のひだが繊細に描きこまれていることにある。士大夫の経世済民という表向きの世界ではなく、弱くて感じやすい「児女の情」をテーマとするといえる。『三国志演義』の「武」、『水滸伝』の「侠」に対し、本作は「情」の文学であるとされる。その一方で、主人公たちは儒教道徳や官僚の腐敗、不正に対する痛烈な批判を口にしており、乾隆盛世と呼ばれた当時の社会に対する批判的色彩も帯びている。また、当時の上流階級の日常生活が登場人物400人を超える規模で細部まで克明に描かれており、文化史的にも価値があるとされる。男女の人情を描いた中国古典の長篇小説としては『金瓶梅』に次いで古いものであるが、恋愛模様がプラトニックに徹しており情感も洗練を極めている点において好対照の位置にある。
また、主人公である賈宝玉と林黛玉以外にも様々なヒロインが登場し、男女の関係だけでなく、召使や侍女同士での地位や金銭による厳しい派閥争い、主従関係、主人と侍女といったような多くの関係性も描いている作品である。また、道教・仏教の思想も含まれている。

## 作者と成書背景
以下の文章の参考文献はである。
『紅楼夢』の作者曹雪芹は、生活の巨大な変化を経験して、最後に鬱々として死んでいった人であった。彼の名は霑（てん）、字は夢阮（むげん）、号は雪芹（せつきん）、またの号は芹圃（きんぽ）、芹渓（きんけい）といった。生年は未詳、死んだ年は乾隆二十七年壬午年の除夜（西暦一七六三年二月十三日）、一説によると乾隆二十八年癸未の除夜とされ、ほぼ四十余歳の生涯であった。
曹雪芹の先祖はもともと漢人であったが、非常に早く満州籍に入り、漢軍正白旗人に所属した。彼の曾祖父曹璽から、父の曹頫（曹寅の養子で、曹寅の弟の曹荃の実子）の代まで、全部でほぼ六、七十年の久しきにわたって江寧織造（宮廷のために各種の御用物品を購入できる官職）を世襲した。そのうえ、曹璽の妻がかつて康熙皇帝の乳母をしたことがあり、また曹雪芹の祖父曹寅が康熙皇帝の「侍読」になったことがあった。だから曹家はそのとき、財力・権勢が天をおおう勢いの「百年の望族」となった。
曹雪芹は少年時代は、一時期、極めて富貴繁華な貴族生活を経験したことがある。しかし、父が任期中に欠損を出し、さらに皇室内部に権位争奪に巻き込まれて免職、家産没収の処分を受けた。彼は最後に非常に貧乏な日々を過ごした。
『紅楼夢』は、曹雪芹が貧乏暮しをしていた時期に書いたものである。書いていた過程では、また周囲の数人の友人の賞賛と激励を得た。『紅楼夢』が完成に近づこうとしたとき（前八十回はすでに基本的に定稿となっており、その後の部分がさらにいくらか書かれていたのだが、その当時すでに「紛失」していた）、曹雪芹は貧乏のために病気になっても治療ができず、そのうえただ一人の愛児が夭折し、非常に悲しんで、ついにある大晦日の晩に「涙尽きて逝った」。

## あらすじ
以下にあらすじを摘記する。
賈家・栄国府の次男である賈宝玉は、祖先の勲功によって代々高官を輩出する賈氏一族（皇室の姻戚でもある）の貴公子。賈宝玉は勉学を嫌うが、眉目秀麗なため祖母の史太君に溺愛されており、同居する美しい少女たちと豪邸で風流な生活を送っていた。彼は科挙に合格するも、現在の名声や富、政治や道徳などを受け入れずに批判し、拒否していた。一方、賈宝玉の父方の従妹である林黛玉は、母親の賈敏を亡くしたあと賈家へと身を寄せた。そこで賈宝玉は趣味の合う儚い美少女、林黛玉と相思相愛の関係となるが、お互いの気持ちをうまく伝えられずに悩んでいた。
ある日、賈宝玉は夢の中で「太虚幻境」という天上世界（天地や万物の根源とされているまぼろしの境界）に迷いこんで、そこで『薄命司』を見つけるが、内容を理解できないまま目が覚めてしまった。そこには、少女たちに将来起こるであろう不幸が記載されていたのである。薛宝釵が豪邸に住み始めたことや、気になる夢のことなど、もともと病弱で繊細であった林黛玉は心が落ち着かなくなった。その後、父の危篤を知らされた林黛玉は、一度帰省することにした。しかし、それが一つの悲劇の始まりとなるのであった。

## 各回の名
- 以下に各回の名[5]を挙げる。

第1回　甄士隠夢幻にて通霊玉を知るのこと　賈雨村風塵に閨秀思うのこと
科挙合格をめざす書生、賈雨村が登場。
第2回　賈夫人揚州城にて仙逝るのこと　冷子興栄国家を演説るのこと
賈雨村のせりふで賈家を紹介。賈政の末子、賈宝玉は玉を口にふくんで生まれ、女子と遊んでばかりだという。
第3回　賈雨村を縁に夤って旧職に復すのこと　林黛玉父を抛して京都に進むのこと
賈宝玉の父方の従妹、林黛玉が登場。賈家に身をよせ、賈家の3人娘および宝玉と会う。
第4回　薄命の女偏に薄命の男に出会うのこと　葫蘆の僧乱に葫蘆の判決を下すのこと
宝玉の母方の薛家も賈家に身をよせる。宝玉の従姉が薛宝釵。
第5回　幻境に遊びて迷いを十二釵に指すのこと　仙酒を酌みて紅楼夢の曲を聞くのこと
宝玉の夢。この物語が「紅楼夢」と呼ばれるようになった、12人の美女の運命。
第6回　賈宝玉初めて雲雨の情を試みるのこと　劉姥姥一たび栄国府に進むのこと
宝玉が目覚めると夢精していた。それが侍女の襲人にばれ、2人は肉体関係をもつ。
第7回　宮花を送って賈璉熙鳳に戯るのこと　寧国府の宴にて宝玉秦鐘に会うのこと
賈家の3人娘、迎春は宝玉の従姉、探春は宝玉の異母妹、惜春はやや遠い同族妹。
第8回　通霊に比し金鶯少しく意を露わすのこと　宝釵を探り黛玉なかば酸を含むのこと
宝玉は薛宝釵の病気をお見舞い。宝玉の通霊宝玉と、宝釵の首飾りの字が対句になっていた。
第9回　風流を恋い情友家塾に入るのこと　嫌疑を起こし頑童学童を鬧がすのこと
宝玉が入塾。宝玉と親戚の秦鐘は仲良し。
第10回　金寡婦利を貪って辱を受くるのこと　張太医病の細かきを論じて源を窮むるのこと
秦鐘の姉の秦可卿が病気。
第11回　寿辰を慶ぎて寧府家宴を排べるのこと　熙鳳を見て賈瑞淫心を起すのこと
賈家の若主人賈璉の妻、王熙鳳と宝玉が、秦可卿をお見舞い。
第12回　王熙鳳毒もて相思の局を設くるのこと　賈天祥正に風月の鑑に照らすのこと
王熙鳳に、親戚の賈瑞が懸想。賈瑞は道士から借りた鏡で、精を出し尽くして死ぬ。
第13回　秦可卿死して龍禁尉に封ぜらるるのこと　王熙鳳協けて寧国府を理のこと
秦可卿が死んだ。（第5回によれば自殺）
第14回　林如海揚州城に捐館るのこと　賈宝玉路に北静王に謁するのこと
林黛玉の父も死に、彼女は孤児になった。
第15回　王鳳姐権を鉄檻寺に弄するのこと　秦鯨卿趣を饅頭庵に得るのこと
秦鐘が尼とあいびき。
第16回　賈元春才もて鳳藻宮に選らばるるのこと　秦鯨卿夭くして黄泉路を逝くのこと
賈政の娘で宝玉の実姉、賈元春が天子にみそめられ、貴妃となった。秦鐘が病死。
第17・18回　大觀園に才を試み対額を題するのこと　栄国府に歸省して元宵を慶ぐのこと
大観園を賈家で建築。貴妃・元春が帰省。弟姉妹たちは詩を作るように言われる。黛玉が1首宝玉の代作。
第19回　情は切々として良ろしき宵に花は語を解するのこと　意は綿々として静かなる日に玉は香を生ずるのこと
宝玉は今後勉強すると、侍女の襲人に約束。宝玉は黛玉の寝室に行って仲良く会話。
第20回　王熙鳳正言もて妬意を弾くのこと　林黛玉俏語もて嬌音を謔うのこと
正月遊び。宝玉の祖母史太君の孫娘、史湘雲が登場。
第21回　賢き襲人嬌嗔もて宝玉を箴むるのこと　俏き平児軟語もて賈璉を救くるのこと
襲人が宝玉の品行をいさめる。宝玉は『荘子』をまねた文句を書き散らす。
第22回　宝玉曲文を聞きて禪機を悟るのこと　賈政燈迷を作りて讖語に悲むのこと
宝釵の誕生日。貴妃・元春から燈謎（なぞなぞ）が届き、みんなで興じる。
第23回　西廂記の妙詞戲語に通ずるのこと　牡丹亭の艶曲芳心を警むるのこと
一同は大観園へ転居。『西廂記』を宝玉と黛玉が読んで感動する。
第24回　醉金剛財を軽んじ義俠を尚ぶのこと　癡女児帕を遺して相思を惹くのこと
賈芸が植木職になる。賈芸は宝玉の見習い侍女に出会う。
第25回　魘魔の法にて妹弟五鬼に逢うのこと　紅楼の夢にて通霊雙真に遇うのこと
宝玉が病気。旅の僧が、通霊宝玉に呪文をとなえて回復した。
第26回　蜂腰橋に言を設け心事を伝うるのこと　瀟湘館に春に困しみて幽情を発するのこと
宝玉は『西廂記』の一節を引用し、黛玉と口げんかになる。
第27回　楊妃滴に揚妃彩蝶に戯るるのこと　飛燕埋に飛燕残紅に泣くのこと
宝釵は黛玉宅へ行き蝶を追い、黛玉は花を葬る詩を歌う。
第28回　蒋玉函情もて茜香の羅を贈るのこと　薛宝釵羞じて紅麝の串を籠るのこと
宝玉は芸人の蒋玉函と帯を交換。それを襲人に知られ、帯を彼女に渡す。
第29回　享福の人福深きに還た福を祷るのこと　痴神の女情厚き上に愈々情をば斟むのこと
黛玉は暑気あたりで臥床。宝玉は見舞い。またまた二人は口げんか。
第30回　宝釵扇を借りて機は雙敲を帯ぶるのこと　齢官薔を劃して痴は局外に及ぶのこと
宝玉にふざけられて金釧児が返事をしたら、主人である宝玉の母が怒り、家から追放。
第31回　扇子を撕きて千金一笑を作すのこと　麒麟に因りて白首雙星を伏すのこと
宝玉の侍女、晴雯は、宝玉と襲人の仲が気に入らず、扇子を破く。
第32回　肺腑の訴え心は迷う活ける宝玉のこと　恥辱を含み情は烈し死せる金釧のこと
宝玉の言葉を少し素直に受け止める黛玉。金釧児が井戸に身を投げ自殺。
第33回　手足眈眈小しく唇舌を動かすのこと　不肖種種大いに笞撻を承くるのこと
金釧児のことをつげ口され、父賈政が宝玉を板で打ちすえる。
第34回　情中の情情に因りて妹妹を感ぜしむのこと　錯裏の錯錯を以て哥哥に勧むのこと
女たちが宝玉を見舞い。襲人を宝玉の母が見込む。黛玉は宝玉から手巾をもらう。
第35回　白玉釧親ら蓮葉羹を嘗うのこと　黄金鶯巧みに梅花絡を結ぶのこと
宝釵の侍女の鶯児は編み物が得意。宝玉は鶯児に編み袋を希望。
第36回　鴛鴦を繍りて夢は絳芸軒に兆すのこと　分定を識りて情は梨香院に悟るのこと
宝玉の母は襲人を宝玉の妾に昇格させる。
第37回　秋爽斎に偶たま海棠詩社を結ぶのこと　蘅蕪苑に夜菊花の題を擬すのこと
宝玉の異母妹、賈探春の提案で詩社をつくる。
第38回　林瀟湘菊花の詩に魁奪するのこと　薛蘅蕪螃蟹の詠を諷和するのこと
蟹を食べながら詩作会。黛玉の詩が一位になった。
第39回　村の姥姥是れ口に信せて開合するのこと　情の哥哥偏に尋根究底するのこと
劉ばあさんが野菜を届けに来た。遅くなったので泊まってもらう。
第40回　史太君両たび大觀園に宴するのこと　金鴛鴦三たび牙牌令を宣するのこと
劉ばあさんが見学し、大観園が描写される。
第41回　攏翠庵茶に梅花雪に品うのこと　怡紅院却い蝗虫に遇うのこと
美人尼の妙玉が、一行を茶でもてなす。
第42回　蘅蕪君蘭言もて疑癖を解くのこと　瀟湘子雅謔して余香を補うのこと
宝釵が黛玉に身の上を語り、女は文字など読めないのがよいと言う。
第43回　閑ろに樂しみを取り偶たま金を攢めて壽を慶ぐのこと　情を不しえず暫土を撮み香を為すのこと
若主人賈璉の妻、王熙鳳の誕生祝い。宝玉は外出し、金釧児をとむらう。
第44回　変は不測を生じ鳳姐酷を潑すのこと　喜びは望外に出で平児粧を理むのこと
王熙鳳の誕生祝い中に、その夫賈璉が浮気。王熙鳳は現場に行き修羅場になる。
第45回　金蘭の契互いに金蘭の語を剖くのこと　風雨の夕悶みて風雨の詞を製るのこと
宝釵は黛玉を見舞う。黛玉は宝釵と和解。以後、宝玉との口げんかもなくなる。
第46回　尷尬の人尷尬の事を免れ難きのこと　鴛鴦の女誓って鴛鴦の偶を絶つのこと
賈家の当主の賈赦が、母の史太君の侍女、鴛鴦を妾に欲しいという。鴛鴦は拒否。
第47回　獃覇王情を調して苦打に遭うのこと　冷郎君禍を懼れて他鄉に走るのこと
薛宝釵の兄、薛蟠が役者の柳湘蓮にちょっかいを出し、さんざんに殴られる。
第48回　情濫るるの人情の誤りて芸を遊ばんこと思うのこと　雅を慕う女雅の集りて詩を吟ずるに苦しむのこと
薛蟠が旅に出る。その間、妾の香菱は宝釵の侍女になり、詩作を勉強。
第49回　琉璃世界白雪と紅梅と　脂粉の香娃腥を割きて膻を啖うのこと
薛宝釵の従妹、薛宝琴が来園。鹿肉で宴会。黛玉はやせた。
第50回　蘆雪庵にて爭いて即景の詩を聯ぬるのこと　暖香塢にて雅に春燈謎を製るのこと
薛宝琴も参加し詩会。賈惜春は大観園の絵を描かねばならず、詩会を欠席。
第51回　薛小妹新たに懐古の詩を編むのこと　胡庸医乱りに虎狼の薬を用うるのこと
薛宝琴は史跡を主題に10首読む。みんなで批評。
第52回　俏き平兒情もて蝦須鐲を掩うのこと　勇いたつ晴雯病みて雀毛裘を補うのこと
宝玉の見習い侍女の堕児が、若主人賈璉の侍女、平児の腕輪を盗み、追放。
第53回　寧国府除夕に宗祠を祭るのこと　栄国府元宵に夜宴を張るのこと
年末の祖先のお祭り。ただし賈家はこの1,2年、数千両ずつの赤字。
第54回　史後室陳腐の舊套を破るのこと　王熙鳳戲彩の斑衣に効うのこと
祖母の史太君が小説を評し、才子佳人が一目ぼれのワンパターンで、ありえないわと批判。
第55回　親女を辱め愚妾閒気を争うのこと　幼主を欺りて刁奴険心を蓄うのこと
王熙鳳が流産で休み。かわって、宝玉の妹、賈探春が家の管理に活躍。
第56回　敏き探春利を興して宿弊を除くのこと　時き宝釵小惠もて大体を全うするのこと
探春の管理を宝釵や平児が補佐。余った土地で作物を作ろう。
第57回　慧き紫鵑情辭もて忙玉を試むるのこと　慈き姨媽愛語もて痴顰を慰むるのこと
黛玉は来年蘇州に帰りますと、黛玉の侍女、紫鵑が冗談を言い、宝玉は失神。
第58回　杏子の蔭に仮鳳虚凰を泣くのこと　茜紗の窓に真情痴理を撥るのこと
娘役者たちが見習い侍女になる。58-61回は侍女たちのエピソード。
第59回　柳葉渚の辺に鶯を嗔り燕を咤るのこと　絳芸軒の裏に將を召し符を飛ばすのこと
春燕の叔母が管理する庭の柳の枝を鶯児が折り、かわりに春燕がたたかれる。
第60回　茉莉紛薔薇硝に替わり去るのこと　玫瑰露茯苓霜を引き来るのこと
芳官が持つ薔薇硝を、賈環がねだる。芳官は贋物を渡し、賈環の母の趙氏とけんか。
第61回　鼠に投ずる器を忌みて宝玉贓みを暪すのこと　冤を判じ獄を決して平児権を行うのこと
趙氏が頼んで、宝玉の母の侍女の彩雲が、その部屋から玫瑰露を盗んだ。平児と宝玉で解決。
第62回　憨湘雲酔いて芍薬の裀に眠るのこと　獃香菱情もて石榴の裙を解くのこと
宝玉の誕生日の準備。史湘雲が石ベンチの上で泥酔。
第63回　怡紅を寿ぎて群芳夜宴を開くのこと　金丹に死して獨艶親喪を理るのこと
誕生日の宴会。親戚賈敬の死。賈敬の子の賈珍の妻の親戚、尤姉妹が登場。
第64回　幽淑の女悲しみて五美吟を題すのこと　浪蕩の子情もて九竜佩を遺るのこと
以後69回まで尤姉妹の物語。若主人の賈璉は尤姉妹に近づく。
第65回　賈二舎偸かに尤二姨を娶るのこと　尤三姐柳二郎に嫁がんことを思うのこと
賈璉は尤二姐を妾にする。妹の尤三姐は、役者の柳湘蓮に恋している。
第66回　情小妹情を恥じて地府に帰るのこと　冷二郎一たび朝冷めて空門に入るのこと
賈珍の親戚だという理由で、尤三姐は柳湘蓮に嫌われ、自殺。
第67回　土儀を見て顰卿故里を思うこと　秘事を聞きて鳳姐家童に訊すのこと
王熙鳳は、夫賈璉が尤二姐を妾にしたことを知った。
第68回　苦尤娘賺されて大觀園に入るのこと　酸鳳姐大いに寧国府を鬧がすのこと
王熙鳳が尤二姐をひそかにいびる。
第69回　小巧を弄し借剣を用いて人を殺すのこと　大限を覚り生金を呑みて自ら逝くのこと
尤二姐は賈璉の子を流産。尤二姐は絶望して金を飲み込んで自殺。
第70回　林黛玉重ねて桃花社を建つるのこと　史湘雲偶たま柳絮詞を塡するのこと
一転、明るい詞会。宝釵が一位。凧あげ。
第71回　嫌隙の人有心に嫌隙を生ずるのこと　鴛鴦の女は無意に鴛鴦に遇うのこと
祖母の史太君80歳の祝い。家の中にうずまく陰口。
第72回　王熙鳳強きを恃んで病を説うを羞ずるのこと　來旺の婦勢に倚りて親を成すを覇するのこと
賈家には金がなく、質入れなどでやりくり。
第73回　癡の丫頭誤って繍春嚢を拾うのこと　懦の小姐累金鳳を問わずのこと
宝玉の従姉賈迎春の乳母が、日頃賭博をしていた。迎春はそれを抑えられない。
第74回　奸讒に惑いて大觀園を抄検するのこと　孤介を矢い寧国府と杜絶するのこと
風紀引き締めのため、王熙鳳の提案で園内の家宅捜索。
第75回　夜宴を開きて異兆悲音を発するのこと　中秋を賞でて新詞に佳讖を得るのこと
中秋の名月を見ながら酒令。一同の間で花を回し、太鼓が鳴り終わった時に持っている者が物語をする。
第76回　凸碧堂に笛を品いて淒涼を感ずるのこと　凹晶館に詩を聯ねて寂寞を悲しむのこと
黛玉と史湘雲は宴会を抜け出し、詩をやりとり。
第77回　俏き丫鬟屈を抱きて風流に夭するのこと　美しき優伶情を斬りて水月に帰するのこと
宝玉の母は侍女たちの粛正に、晴雯らを追い出す。3人が尼になって、水月庵などへ。
第78回　老學士閑ろに姽嫿の詞を徴するのこと　癡公子芙蓉の誄を杜撰するのこと
宝釵も母の介護という理由で大観園を出ていく。晴雯は実家で死んだ。
第79回　薛文竜河東の獅を娶るを悔ゆるのこと　賈迎春誤って中山の狼に嫁するのこと
宝釵の兄薛蟠が、正妻の夏金桂を迎える。父なしで育ったわがままな一人娘。
第80回　美しき香菱貪夫の棒を屈受するのこと　王道士妬婦の方を胡謅するのこと
夏金桂は夫の妾の香菱をいびる。賈迎春も嫁ぎ先でいじめられている。
第81回　旺相を占いて四美遊魚を釣るのこと　嚴詞を奉じて両番家塾に入るのこと
宝玉はあらためて塾に通う。
第82回　老學究の講義頑心を警むのこと　病める瀟湘の癡魂悪夢に驚くのこと
黛玉は悪夢をみる。彼女が大観園から追い出される夢。
第83回　宮闈に省して賈元妃恙に染むのこと　閨閫の鬧がせて薛宝釵声を呑むのこと
黛玉が寝こむ。
第84回　文章を試して宝玉に始めて親を提すのこと　驚風を探ねて賈環の重ねて怨を結ぶのこと
祖母の史太君は、宝玉の縁談を考える。王熙鳳は宝釵をすすめる。
第85回　賈存周報ぜられて郎中の任に陞るのこと　薛文起復た放流の刑を惹くのこと
宝釵の兄、薛蟠が、飲み屋の小僧を殺し、投獄された。
第86回　私賄を受けて老官安牘を翻すのこと　閑情を寄せて淑女琴書を解くのこと
薛蟠の裁判。薛蟠の母は賄賂で死罪を免じてもらう。貴妃・元春が病気。
第87回　秋の深きに感じ琴を撫して往事を悲しむのこと　禅寂に坐し心を走らせて邪魔入るのこと
黛玉は琴を弾く。妙玉は座禅をしても集中できない。
第88回　庭歓を博さんとして宝玉孤児を讃えるのこと　家法を正さんとして賈珍悍僕を鞭うつのこと
水月庵の師匠が幽霊に会った話を平児が聞く。
第89回　人亡く物在り公子詞を塡すのこと　蛇影杯弓顰卿粒を絶つのこと
宝玉の縁談のうわさを黛玉が聞いた。彼女は食を断って危篤になる。
第90回　綿衣を失いて貧女嗷嘈を耐えるのこと　果品を送りて小郎叵測に驚くのこと
宝玉の相手は内部のものらしい、と黛玉は聞いた。それなら自分だわと、黛玉はもちなおす。
第91回　淫心を縦にして宝蟾工に計を設けるのこと　疑陣を布きて宝玉妄りに禅を談ずるのこと
獄中の薛蟠の代わりに、その従弟の薛蝌を、夏金桂とその侍女宝蟾が誘惑。
第92回　女傳を評して巧姐賢良を慕うのこと　母珠を玩びて賈政聚散を参るのこと
王熙鳳の娘、巧姐に宝玉は『列女伝』を講釈する。
第93回　甄家の僕賈家の門に投靠るのこと　水月庵風月の案を掀翻くのこと
水月庵の管理役の賈芹が、そこの尼たち（元侍女）とできていた。尼たちは追放。
第94回　海棠に宴して賈母花妖を賞でるのこと　宝玉を失して通霊奇禍を知るのこと
宝玉は通霊宝玉を紛失。家宅捜索しても出てこない。
第95回　訛に因りて実を成し元妃薨逝するのこと　仮を以て真に混じ宝玉瘋癲となるのこと
貴妃・元春が病死。宝玉は通霊宝玉がないので、魂が抜けたようになった。
第96回　消息を瞞して熙鳳奇謀を設くるのこと　機関を泄らして顰児本性を迷わすのこと
史太君は宝玉と宝釵を結婚させるつもり。しかし宝玉が素直に同意するとは思えない。それで王熙鳳が、すりかえ計画を提案。
第97回　林黛玉稿を焚きて癡情を断つのこと　薛宝釵閨を出でて大礼を成すのこと
宝玉は黛玉と結婚するつもりで挙式。相手を見ると宝釵だった。宝玉は失神。
第98回　苦しき絳珠魂は離恨の天に帰るのこと　病める神瑛涙は相思の地に灑ぐのこと
侍女の紫鵑に見とられ、黛玉は死ぬ。意識が戻った宝玉は、宝釵から黛玉の死を聞く。
第99回　官箴を守りて悪奴同に例を破るのこと　邸報を閲して老舅自ら驚きを担うのこと
薛蟠を無罪にした県知事が首になり、薛蟠はまた有罪。
第100回　好事を破りて香菱深恨を結ぶのこと　遠嫁を悲しみて宝玉離情を感ずのこと
妹の探春は遠く沿海地方へ嫁に行く。
第101回　大觀園に月夜に幽魂に感じるのこと　散花寺に神籤異兆に驚くのこと
王熙鳳は大観園で、秦可卿の幽霊に会う。
第102回　寧国府骨肉災祲を病むのこと　大觀園符水妖孽を駆るのこと
大観園に幽霊が出るというので、当主、賈赦がおはらいをする。
第103回　毒計を施して金桂自ら身を焚くのこと　真禅に昧して雨村空しく旧に遇うのこと
薛蟠の妻、夏金桂が毒死。夫の妾、香菱を殺そうとして、間違えて自分で飲んだのだった。
第104回　酔金剛小鰍は大浪を生ずるのこと　癡公子余痛は前情に触るのこと
宝玉は少しまともになり、黛玉の臨終の様子を聞きたいと襲人に言う。
第105回　錦衣軍寧国府を査抄するのこと　驄馬使平安州を彈劾するのこと
賈家の行状について家宅捜査、財産差し押さえ。当主の賈赦や賈珍は逮捕。
第106回　王熙鳳禍を致して羞慚を抱くのこと　賈後君天に祷りて禍患を消すのこと
捜索に対し、賈赦の子賈璉はなすすべなし。史太君は嘆いて天に祈る。
第107回　余資を散じて賈母大義を明らかにするのこと　世職を復して政老天恩に沐すのこと
賈赦と賈珍は流罪。賈珍は財産没収。賈政はおとがめなし。
第108回　強いて歡笑して蘅蕪に生辰を慶ぶのこと　死して纏綿たり瀟湘に鬼哭を聞くのこと
史湘雲、迎春、惜春、王熙鳳、宝玉らで宝釵の誕生日祝い。
第109回　芳魂を喉ちて五児錯愛を承くるのこと　薛債を還して迎女真元に返るのこと
夢で黛玉に会いたいと宝玉。迎春が死んだという知らせ。祖母の史太君が病気。
第110回　史後君寿終わりて地府に帰るのこと　王熙鳳力詘きて人心を失うのこと
史太君が亡くなった。葬式は王熙鳳がとりしきるが、使用人が以前のように命令をきかない。
第111回　鴛鴦女主に殉じて太虚に登るのこと　狗彘の奴天を欺きて伙盗を招くのこと
史太君の侍女の鴛鴦は、首をつって死ぬ。賈家に強盗が入った。
第112回　冤孽に活きて妙尼大劫に遭うのこと　讎仇に死して冥曹に赴くのこと
美人尼の妙玉は強盗に誘拐され、以後消息不明。
第113回　宿冤を懺いて鳳姐村嫗に託するのこと　旧憾を釈きて情婢癡郎を感ずること
王熙鳳が危篤。宝玉は侍女紫鵑の部屋に行き、黛玉のことを嘆く。
第114回　王熙鳳幻を歴て金陵に返るのこと　甄應嘉恩を蒙りて玉闕に還るのこと
王熙鳳の死と葬儀。夫賈璉にはその金がなく、侍女の平児が用立てる。
第115回　偏私に惑いて惜春素志を矢うのこと　同類を証して宝玉相知を失うのこと
旅の僧が、なくなった通霊宝玉をもってきた。
第116回　通霊を得て幻境に仙縁を悟るのこと　慈柩を送りて故郷に孝道を全うするのこと
宝玉は夢で、黛玉に再開。『金陵十二釵』を読み、みんなの運命を知る。
第117回　超凡を阻んで佳人双り玉を護るのこと　聚黨を厭んで悪子獨り家を承くるのこと
目ざめた宝玉は僧と語り、出家を決心。
第118回　微嫌を記して舅兄弱女を欺るのこと　謎語に驚きて妻妾癡人を諫むのこと
賈惜春は在宅出家し、紫鵑も従う。宝玉は科挙の試験勉強。
第119回　鄉魁に中りて宝玉塵緣を却くるのこと　皇恩に沐して賈家世沢を延ぶるのこと
科挙が終わった。宝玉はそのまま失踪。宝玉は科挙に合格していた。
第120回　甄士隠太虚の情を詳説すること　賈雨村紅楼の夢を帰結すること
賈雨村と甄士隠が宝玉のゆくえを語る。宝玉は通霊宝玉に戻った。

## 『紅楼夢の現状』
以下の文献においてはである。
文化大革命以後、芸術手法、芸術弁証法、芸術技巧、芸術結構といった言葉が頻用され、『紅楼夢』の芸術性が追求された。『紅楼夢』の価値となると、中国小説の中では本当に得難い。従来の小説が善玉はあくまで善、悪玉はあくまで悪としたものとは違い、登場人物が皆本物だということ。それゆえ反面人物について高い芸術性が評価された。曹雪芹は生活の弁証法を尊重し、王熙鳳のことを邪悪な性格を浮き彫りにするに伴い、読者に好かれるような彼女の一面も描く。これが反面文学典型の創造である。『紅楼夢』は事実上政治闘争を描いたものだという人もいる。賈雨村・甄士隠を用いたことで愛情と婚姻という仮語村言から政治闘争という真実に気付かせようとした。こうした絶妙な解釈は紅楼夢の持つ豊富な社会内容や完璧な統一体という芸術的成就である。この政治闘争を描いた背景には、曹雪芹は中国封建社会最後の専制王朝に生まれ、文字獄という厳しい思想統制のために真実を隠し、仮語村言を使ってごまかすという芸術手段をとらざるをえなかったからだ。曹雪芹の死後、脂硯斎は名を盗み世を欺き、８０回だけ世に出して、後の４０回については曹雪芹在世中に失なわれたものとして人々を欺いた。これが現在私たちが知る『紅楼夢』の現状である。

## 登場人物

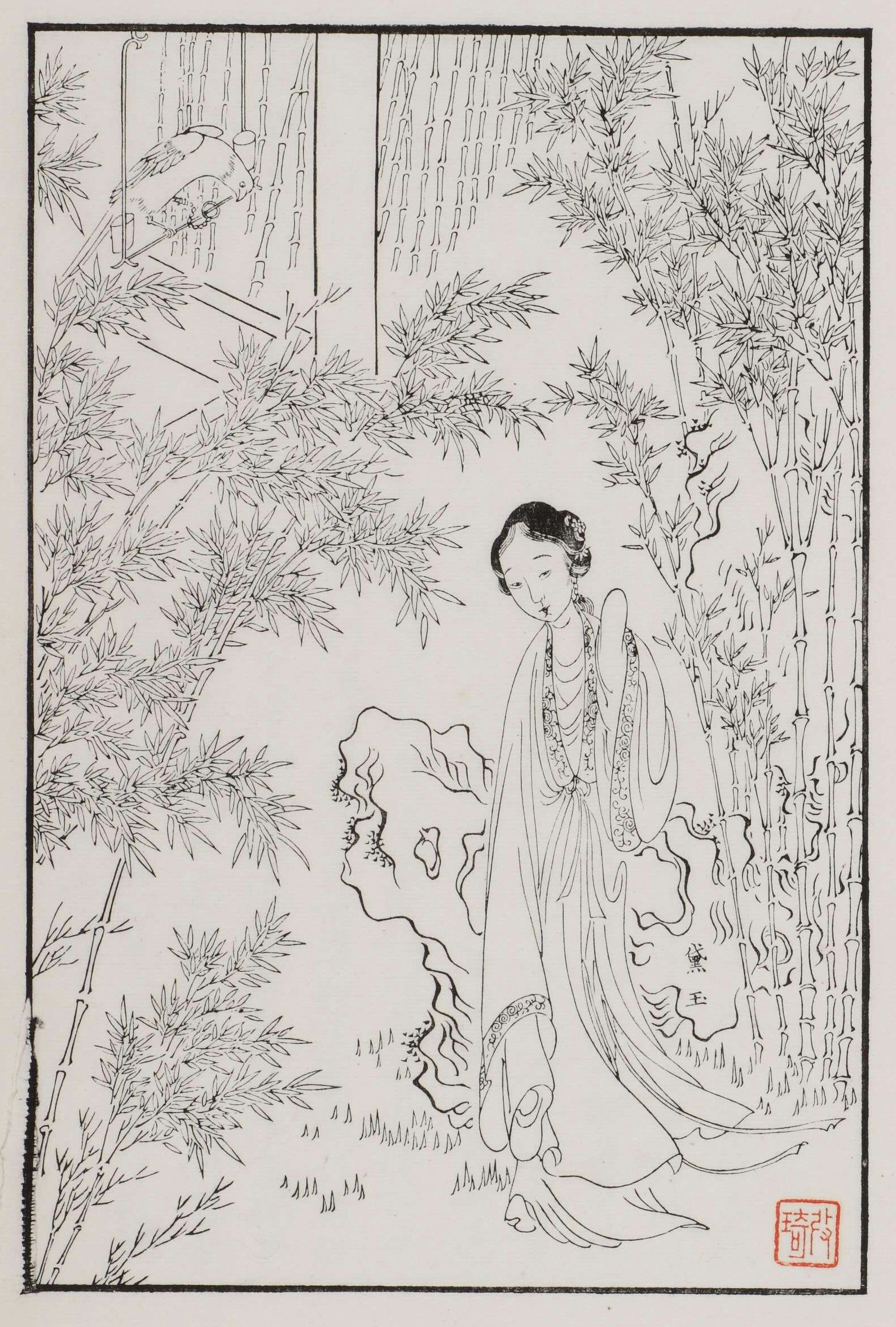
林黛玉（りん・たいぎょく）

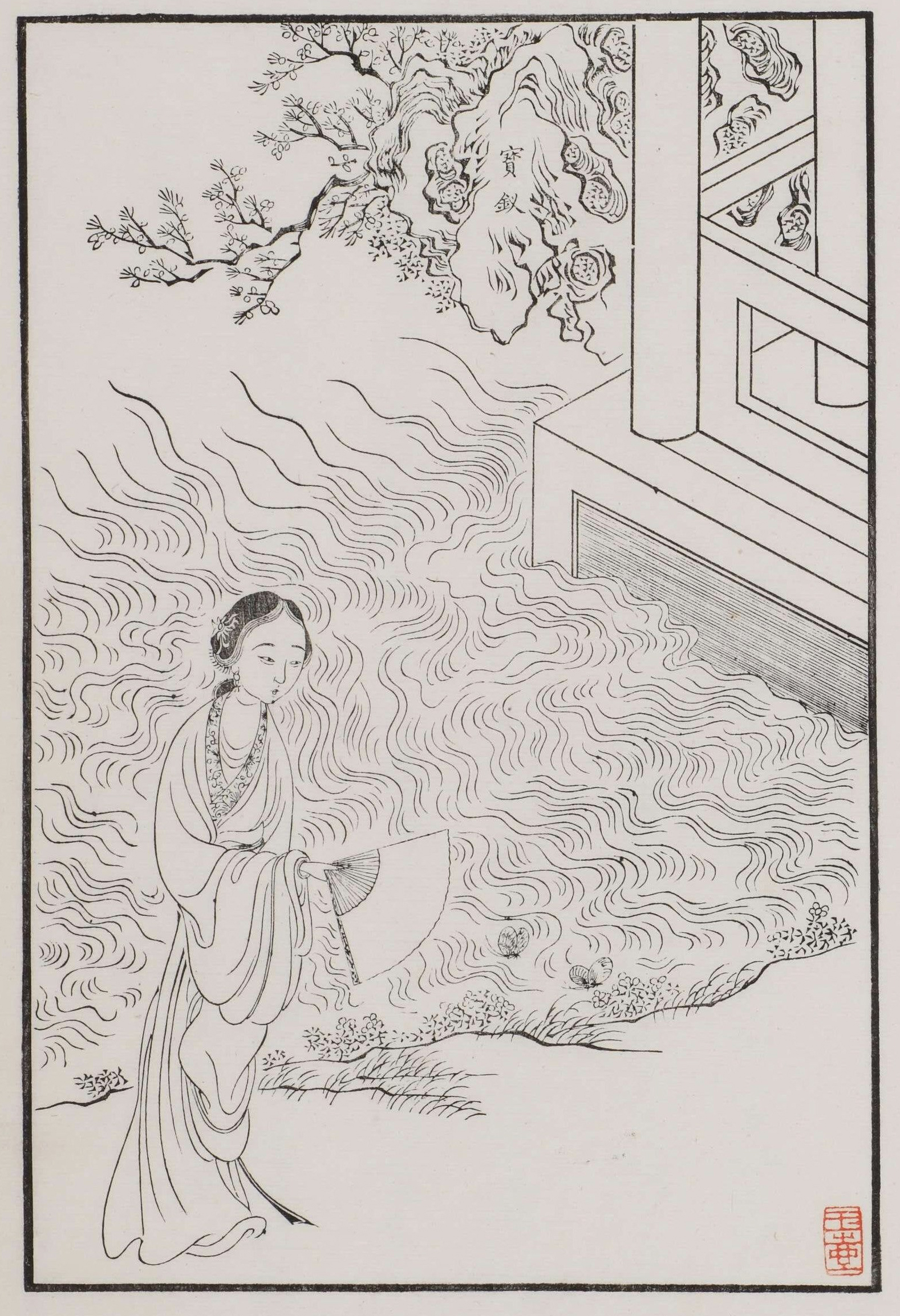
薛宝釵（せつ・ほうさ）

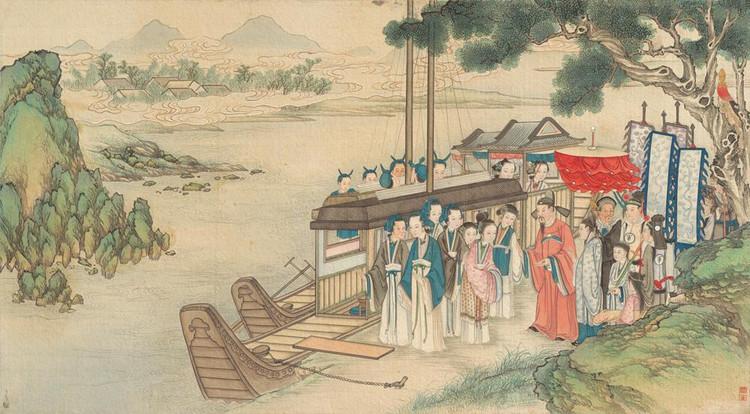
上京する黛玉

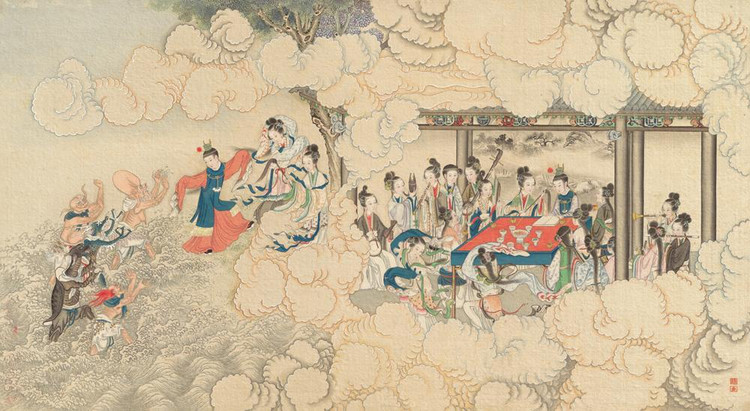
太虚幻境（たいきょげんきょう）を訪れる賈宝玉

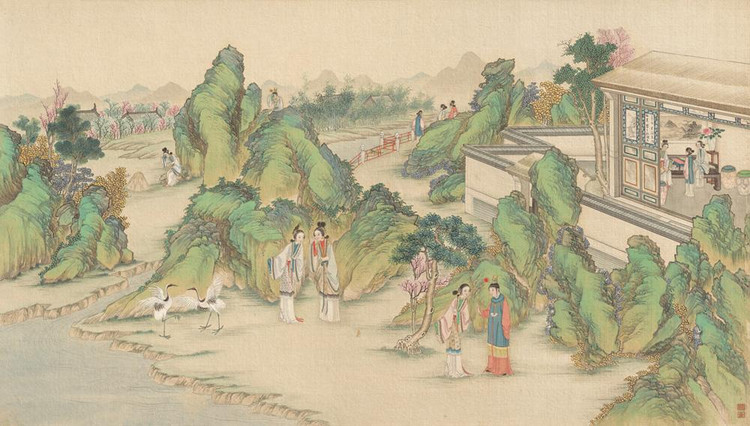
黛玉が花を埋める場面『黛玉葬花』

以下に、主な登場人物とその紹介を列記する。

### 主人公

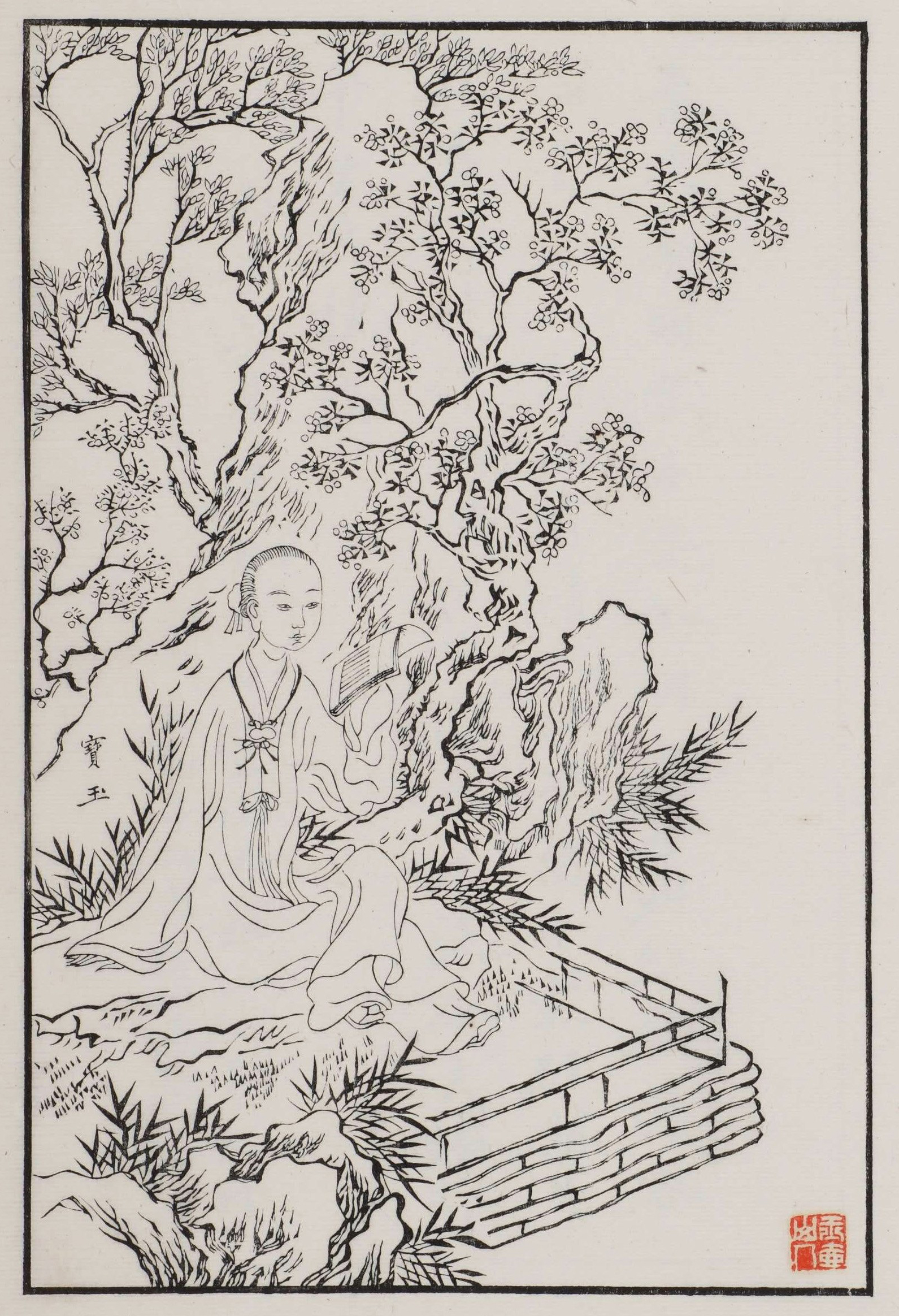
賈宝玉（か・ほうぎょく）
主人公。賈家・栄国府の賈政と王夫人の間に生まれた次男。宝玉は幼名。実名は不明。号は怡紅公子。美貌に恵まれた貴公子で、才能はあり詩や恋愛小説（当時小説や戯曲は下等なものとされていた）には興味を示すが、科挙方面の勉学は大嫌いで、詩の腕も黛玉や宝釵には及ばない。不思議な言動を度々見せる。「女は水でできた体、男は泥でできた体。僕は女を見るとせいせいし、男を見るとむかむかしてくる」、また、「天地の霊淑なものは、女にだけ集まっている」といってもっぱら一族の美少女・美女たちを相手に様々な趣きの交際や交流を楽しんでいる。黛玉を好きだが素直になれず、時々悲しませたり泣かせたりしてしまうこともある。

### 金陵十二釵
十二人の主要美少女・美女。
林黛玉（りん・たいぎょく）
メインヒロインその一。宝玉の父方の従妹で幼なじみ。字は顰顰。号は瀟湘妃子。華奢で嫋やかで儚げな絶世の美少女。西施や趙飛燕、そして謝道韞にたとえられる。詩才と機知に富む一方病弱で繊細。厭世的で悲観的かつ神経質で極めて感受性が高い。母を亡くした後、父の林如海の指示により母の実家の賈家に身を寄せていた。宝玉が好きだがプライドが高いためか素直になれない。または人受けする宝釵と湘雲に敵意を抱いているが、その後互いを理解して3人は仲良くなる。
薛宝釵（せつ・ほうさ）
メインヒロインその一。宝玉の母方の従姉。号は蘅蕪君。肥満体で大らかで華やかな容姿。林黛玉とは正反対の楊貴妃にたとえられる。頭脳明晰、人格円満、優等生タイプの美少女。実は名士のような孤高の性格で、他人と一定の距離を置くようになっていった。詩も学問も人に優れてよくできるが、それらが女性にとって価値あるものとは思っていない。后妃選定に参加するため、母や兄とともに上京、宝玉や黛玉と知り合いになった。
黛玉とはよく対比され、中国には「恋をするなら林黛玉、妻にするなら薛宝釵」というフレーズもあるという。
史湘雲（し・しょううん）
賈母の実家である史家の一族の美少女。宝玉の祖母方の従妹に当たる。号は枕霞旧友。両親を早く亡くして叔父に養われているが、快活で率直な物言いをする。豪快な性格で、おしゃべり好き、いたずら好き。人々に愛されている人物。
王煕鳳（おう・きほう）
賈家・栄国府の若き当主である賈璉の妻。宝玉の母方の従姉でもある。名門王氏の出身で、賈赦の息子の賈璉に嫁いだ。詩文の才能はないが、栄国府の家事をきりもりする賈家随一のやり手で、気が強く頭脳明晰。夫を抑えて奥向きの采配を一手に引き受ける実力者。公金を流用して高利貸を営んでいた。
秦可卿（しん・かけい）
宝玉の曾祖父栄国公の兄寧国公の玄孫賈蓉の妻。可卿は幼名。中国の大家族制の慣習上、年下の宝玉を「おじさま」と呼ぶ。優しく落ち着いた人柄で「黛玉と宝釵の長所を併せ持つ」と讃えられ、誰からも慕われる佳人。もう一つの身分は、仙界の警幻仙姑の妹・兼美。「舅の賈珍と密通していたという描写があったが作者が思い直して削除した」という説もあり。また、何かいわくのある死に方をした謎の多い人物。
賈元春（か・げんしゅん）
賈家の第一令嬢。宝玉の実の姉。正月初一に生まれた。物語の最初の時点では既に皇帝に召されて後宮に入り、後に貴妃となった。里帰りする元春を迎えるために大観園が造営された。賈家の繁栄を象徴する人物のひとり。後世の解釈で曹雪芹の生家曹家を庇護していた康煕帝に対比されることがある。
賈迎春（か・げいしゅん）
賈家の第二令嬢。宝玉の伯父の賈赦の娘で賈璉の異母妹（宝玉の従姉）。渾名は二木頭。号は菱洲。善良だが無力な人物。他人の言いなりになることしばしば。
賈探春（か・たんしゅん）
賈家の第三令嬢。宝玉の庶妹（腹違いの妹）。渾名は玫瑰花（バラ）。号は蕉下客。賢明で詩才のある美少女で、異母兄宝玉とも親しくしている。同腹の弟がいるが、こちらは愚鈍で母共々なにかと宝玉を陥れることを考えており、探春とはあまり仲が良くない。大観園に詩社（海棠詩社）が結成されるのは探春の呼びかけによるもの。
賈惜春（か・せきしゅん）
賈家の第四令嬢。賈敬の娘で賈珍の妹（宝玉の族妹）。号は藕榭。寧国府で生まれ、賈母に引取られて栄国府で養育された。潔癖症で、兄に代表される屋敷の淫蕩な空気を嫌っている。絵心があり、大観園の絵図を描いたことがある。孤独を好み、早く出家することを望んでいる。
妙玉（みょうぎょく）
賈家に招かれた有髪の尼僧。聡明にして文筆の才あり、若くして大観園内の草庵に庵主として招かれたが、性狷介、俗人と交わるを潔しとしない孤高の美少女。俗塵にまみれることを一切断り修行に励む。
賈巧姐（か・こうしゃ）
賈璉と王熙鳳の一人娘。大姐（だいしゃ）ともいう。名前は、劉ばあさんが七夕に生まれたことに由来して名付けた。
李紈（り・がん）
宝玉の同母の兄である賈珠の妻（未亡人）。字は宮裁。号は稻香老農。夫に先立たれて以後、息子の賈蘭の教育に専念し、時に令嬢たちの後見役を務めていた。

### 侍女
襲人（しゅうじん）
宝玉付きの侍女の筆頭格。本名は花珍珠で、宝玉が陸游の詩にちなんで襲人と命名した。もともと史太君（賈母）に仕えていたが、まじめな仕事ぶりを買われて宝玉付きになる。宝玉の初体験の相手でもあり、正式ではないが宝玉の妾役でもある。主人思いの良識的な人格者だが、その「主人思い」はえてして「宝玉に科挙方面の勉強に打ち込んでもらおう」という方向に発揮される。
晴雯（せいぶん）
宝玉付きの侍女。損得にとらわれない純粋さは襲人以上であり、針仕事や口が上手く、艶やかな美人。高級侍女としてお嬢さんのような生活を送っている。宝玉にとっては必要不可欠な存在であったが、その傲慢な性格が宝玉の母の王氏の怒りを買い、大観園から追い出された。
平児 （へいじ）
王煕鳳付きの侍女の筆頭格。賈璉の側室でもある。有能で情け深い人柄で煕鳳の秘書役もこなす。煕鳳の勧めで賈璉の妾の立場になったが、これは煕鳳が嫉妬深い本心を隠すためにやったことで（男子が出来ない妻が妾を夫に勧めるのは旧中国では婦人の美徳の一つであった）、それを心得てめったに同衾せず侍女の分を守っている。
香菱 （こうりょう）
本名は甄英蓮で、甄家の令嬢だったが、4歳で誘拐されたという経緯を持つため、自分の姓名や出自を知らない。薛家に買い取られる。宝釵によって香菱と命名された。その姿は可卿に似ている。容姿も性格も申し分ない美少女。無邪気な性格で作詩が好き、大観園で黛玉に弟子入りする。元は宝釵の兄薛蟠の妾であるが、薛蟠の正妻の嫉妬を買ったのを機に宝釵の侍女となる。
鴛鴦（えんおう）
史太君の筆頭侍女。姓は金。主人のことをすべてわきまえており、誰からも信頼されている。どちらかといえばきびきびした性格。
金釧児（きんせんじ）
王夫人の筆頭侍女。姓は白。王氏の侍女の中では宝玉にとって最も親しみやすい存在。
紫鵑（しけん）
黛玉の筆頭侍女。元の名は鸚哥（いんこ）。史太君付きだったが、黛玉が賈家にやってきた際に仕えるようになる。病弱で繊細な薫玉を気遣っている。

### 賈家一門
宝玉の曾祖父賈源とその兄賈演は皇帝に従って戦功を立てる。それぞれ栄国公と寧国公に封じられ、栄国府と寧国府の初代当主となる。宝玉の曾祖父の世代名前は水部の字を付け、祖父の世代名前に代の字が入り。宝玉の父の世代は攴部の字を付け、宝玉同世代は玉部の字を付け、宝玉の甥の世代は草冠の付く名前が命名されている。また、名門として史氏・王氏・薛氏とともに「賈史王薛」（四大家族）と総称されている。
賈母 （かぼ）
史太君。栄国府の第二代当主・賈代善の妻（未亡人）。宝玉の祖母（宝玉の父賈政の母）。一族の最長老で最高実力者。孫の宝玉と外孫娘の黛玉を溺愛しており、賈政が宝玉に厳しくできないのは賈母を恐れてのことである。その一方で令嬢たち（4人の孫娘）の言動に一喜一憂している。信心深い。平凡社ライブラリー版では「後室」と訳されている。
賈赦（かしゃ）
栄国府の第三代当主。賈母とその夫賈代善の長男で、宝玉の伯父。賈璉・迎春の父。好色で賈母も「いい年をして」とあまりよく思っていない。賈母お気に入りの侍女を妾にもらい受けようとして大騒ぎを引き起こしたこともある。隠居の身だが、側室を多く置いている。
賈璉（かれん）
栄国府の現当主（第四代）。賈赦の長子で宝玉の従兄。王熙鳳の夫。遊び好きで女色を好み、口八丁手八丁で召使いの妻と関係を持つようになった。妻より優しい性格だが、才能は妻に及ばず、太刀打ちできない。
賈政（かせい）
賈母とその夫賈代善の次男。賈珠・元春・宝玉・探春・賈環の父。几帳面で謹厳な人物で、宝玉が勉強に熱心でないことをよく思っていないが、官職が多忙であることと賈母が宝玉を溺愛していることから半ば放任状態。
王夫人（おうふじん）
賈政の妻で、賈珠・元春・宝玉の母。自分の末子の宝玉を溺愛し、宝玉に不利な人を邪魔者として排除する。物語の時点では仏教への信仰心が篤く、俗事には関心を示さないが、劉ばあさんによれば若い時は王熙鳳のような性格を持っていたという。
賈環（かかん）
賈政の庶子。宝玉の異母弟。同腹の姉の探春とは正反対の愚劣の人物である。
賈敬（かけい）
寧国府の第三代当主、寧国府の第二代当主・賈代化の子。賈珍と惜春の父。物語の時点では隠居の身で、郊外の道教寺院で仙人修行に凝っている。俗塵を嫌うと称して自分の誕生祝いの宴会にも出て来ないほど。
賈珍（かちん）
寧国府の現当主（第四代）。賈敬の子。威烈将軍の職にあるが戦争に赴いている様子は全くない。こちらも好色漢で息子の嫁や妻の妹にまで手を出している背徳的な人物。なお、系図上の世代からいうと宝玉と同世代になるが、この世代の賈家の男子は皆名前に玉の字が入るように命名されている。
賈珍は既婚の息子がいる年齢なので、宝玉とは親子ほども年が離れているうえ親戚としても祖父同士が従兄弟という遠い関係だが、中国の大家族制の慣習上、宝玉は賈珍を「兄さま」と呼ぶ（平凡社ライブラリー版2巻P85）。
賈蓉（かよう）
賈珍の子で秦可卿の夫。宝玉より年上であるが、宝玉の甥の世代に当たる。父と同じ程度の好色漢であった。

### 賈家関係者
薛のおばさま（せつのおばさま）
王夫人の妹で、薛蟠と宝釵の母。姉よりものんびりした性格だが、息子の薛蟠にはたえず悩まされている。
薛蟠（せつ・ばん）
薛のおばさまの子で、宝釵の兄。母の溺愛の中で成長し、贅沢な暮しを送っていた。御用商人としては全く無能な人物。渾名は呆覇王。正妻はステレオタイプの悪女、薛家で大騒ぎを起こした。
劉ばあさん（りゅう・ばあさん）
王夫人の遠縁の家に娘を嫁がせた老女。素朴で陽気なばあさん。わずかな縁を頼りに賈家を訪れ、王熙鳳に手厚くもてなされ、機知が受けて援助を引き出す。
秦鍾（しんしょう）
宝玉の学友で、秦可卿の義理の弟。美少年であったため、宝玉に気に入られる。
焦大（しょうだい）
寧国公賈演（賈珍の曾祖父）に従って戦場に赴いたこともある老僕。先祖の苦難を忘れて贅沢にふける主人や召使を罵る。

### その他
警幻仙姑（けいげんせんこ）
太虚幻境を司る仙女。栄国公と寧国公の嘱託を受けて宝玉に教え諭した。
甄士隠（しんしいん）
姑蘇の名士。娘の英蓮（香菱）をさらわれ、屋敷を火事で失うなど、運命の激変に襲われる。
賈雨村（かうそん）
一族が落ちぶれたのち、姑蘇まで流れてくすぶっていたが、甄士隠の助力によって都に上がり、科挙の中央試験に合格して官界にデビューする。俗世の欲望を超越した甄（しん）士隠とそれにしがみつく賈（か）雨村は、前者が真（しん）、後者が仮（か）として、物語の主旨を体現する。

## 評価

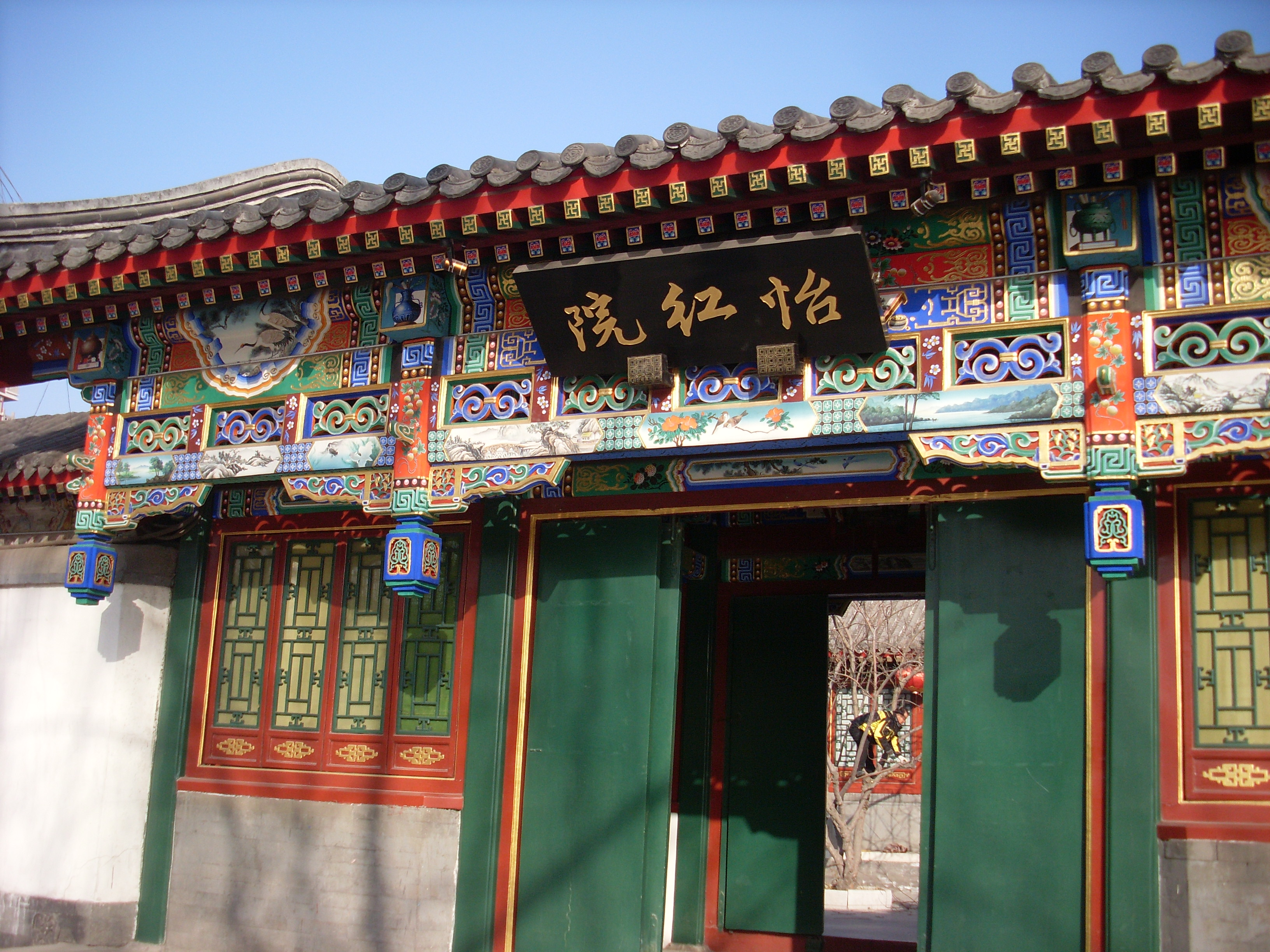
大観園（北京市）

台湾出身の著作家張明澄によれば、胡適や蔡元培などの大御所たちは『紅楼夢』をいつもカバンに入れ、数百回も繰り返し読んでいたという。しかも第一回は非常に読みづらく、最後までまともに読める人がいない。二回目はやや面白くなるが二回目くらいではあまり熱中する人はいない。第三回を読み始めると中毒状態になり、仕事や学習をさぼってでも読むようになるという。中国人からアヘン、麻雀、『紅楼夢』を取りあげたら、たちまち大発展してアメリカを追い越すだろうとさえ言った。また、『源氏物語』が（日本統治時代も含め）台湾で全く流行しなかったのも『紅楼夢』が原因だという。張明澄自身何度も『紅楼夢』を読んでゆくと、どうしても『源氏物語』が退屈に思えてしまうと述べた。
中華民国時代になって胡適らの新紅学派は作者曹雪芹の人生をありのままに描いた自然主義文学であると提唱した。これに対してマルクス主義の文学者からは「ブルジョワ階級主観唯心主義」であるとする批判が起こり、新中国成立後の1950年代に紅楼夢論争が展開した。マルクス主義派は、紅楼夢を男尊女卑の封建主義に反抗する階級闘争文学であると主張したのである。毛沢東も紅楼夢を愛読していたが、公式の発言としては「紅楼夢は歴史政治小説として読むべきで、読み解く鍵は第四回の（賈家をはじめとする豪族高官の情報を記した官界情報の）護官符のくだりにある」と述べた。この解釈の例として蒋和森『紅楼夢入門』（日本語訳は1985年、日中出版）には、宝玉を論じた章は「封建貴族家庭の反逆児」と題され、「封建制度に不満を抱きながらも人民から大きく遊離した人物」と評されている（P63）。もっとも、こういう中国の政治の影響を受けた解釈には当時から批判もあった。
宮崎市定は「そんなことならなにも＜紅楼夢＞でなくともよいことだ。（中略）＜紅楼夢＞に描かれたのは、あくまでも繊細な、優美な感触である」と述べている。合山究は「紅楼夢＝仙女崇拝小説」という説を提唱しており、また宝玉が性同一性障害であったという説も唱えている。訳者である伊藤漱平は、大著『「紅楼夢」論』を長年かけまとめた。また近年、フランス語、英語、ドイツ語訳も相継いで出版されている。
中国本土では何度か映画やテレビドラマにされている。その中で特に評価が高いのが1987年に放映された連続テレビドラマ『紅楼夢』（王扶林監督）で、中国テレビドラマ制作センターと中央電視台（CCTV）の共同制作による。日本でもDVD等で入手可能である。

## 日本語訳書
日本語訳も、多数の抄訳版が出版、完訳版は以下。
- 幸田露伴・平岡龍城共訳『国訳 紅楼夢』上・中・下、国民文庫刊行会「国訳漢文大成」第14・15・16巻、1920-22年。初の80回全訳本。
- 松枝茂夫訳 『紅楼夢』 岩波文庫 全12巻、1972-1985年。改訳版で数十年かけ完結。度々重版　
  - 中国連環画版『紅楼夢』（中央公論社（全5冊）、1984年/新版 全2冊、1993年）。松枝訳版
- 伊藤漱平訳[15] 『紅楼夢』「中国古典文学全集」第24・25・26巻、平凡社、1958-60年。初訳
  - 伊藤漱平訳 『紅楼夢』「中国古典文学大系」第44・45・46巻、平凡社、1969-70年
  - 伊藤漱平訳 『紅楼夢』 平凡社ライブラリー 全12巻、1996-97年。電子書籍版も刊
- 飯塚朗訳 『紅楼夢　世界文学全集 第11・12・13巻』 集英社、1980年 - 元本が異なっている
- 井波陵一訳 『新訳 紅楼夢』 岩波書店 全7巻、2013-14年 - 読売文学賞研究・翻訳賞（第66回）を受賞。電子書籍版も刊

## 版本

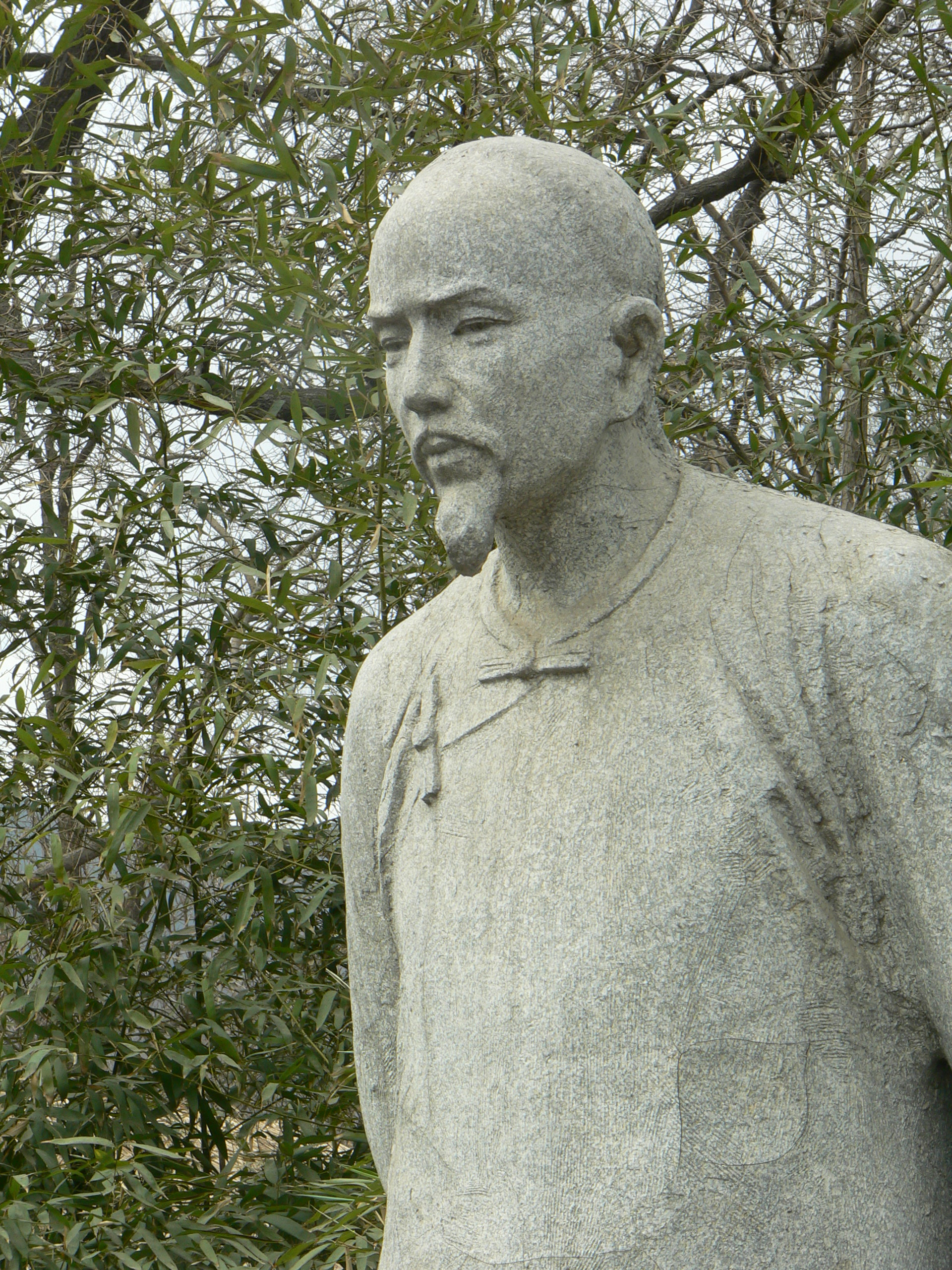
北京の曹雪芹像

紅楼夢の写本は、当初約110回存在したと推定されるが、稿本が流出後80回以降が何らかの原因で散佚し、そのまま補足されない状態で作者と思われる曹雪芹が死去。その約三十年後、出版者程偉元の請求のもとで、高鶚が40回を付け加え、活字印刷版の120回本が世の中に出回ることになる。この高鶚の40回にも、もともと存在した前80回の手書きによる稿本にも、程偉元自身によるかなりの添削が入っていると一般に思われる。
現存最古の手抄本「甲戌本」が発掘された1927年まで、紅楼夢は一般に活字印刷版の「程本」で流通しており（詳しくは「程甲本（1791）」と「程乙本(1792)」などと区別される）、物語の内容も「程本」で広く認識されていた。一方、手抄本のほとんどがすべて「脂硯斎重評石頭記」と題しており、それぞれ朱筆あるいは墨で本文の上や行間や脇に「脂硯斎」をはじめとする評論家による評論文字を書き足している。これら手抄本は一般に「脂評本」と称されている。
「脂評本」写本の系列の中で最も内容が古く、原稿に近いとされる「甲戌本(1754)」、「己卯本(1759)」、「庚辰本(1760)」などを詳しく調べると、印刷版の「程本」の原文字に対する添竄が明らかになる。このような添竄は、後継者高鶚と程偉元が書いた後40回の内容が、散逸した原作の精神と乖離すると判断するに十分なものとされている。
なお、現存の全ての「脂評本」系列の手抄本は80回以降の内容について本文を残していないばかりでなく、散佚各回の題名「回目」も残されていない。そこで80回以降の原稿内容は、いわゆる「紅学」の中心問題の一つに数えられるようになった。80回以降の原稿の本文や回目は見つからないが、前80回の本文中の詩文や特定事件の表現手法、それに加え特に評論家脂硯斎や奇笏叟などによる評論文字などから、80回以降の少なくとも一部の内容は暗示または明記されているとみるのが定論である。

## 紅楼夢を基にした作品
- 映画『紅楼夢 貴族社会の幻想〜悲恋物語〜』（2002年、中国）
- 映画『紅楼夢 〜運命に引き裂かれた愛〜』（2023年、中国）
- テレビドラマ『紅楼夢』（1987年、中国中央テレビ）
- テレビドラマ『紅楼夢 〜愛の宴〜』（2010年、中国）
- 北京娯楽通科技発展有限公司も、恋愛アドベンチャーゲームを発売している。